# Neil Primrose (musiker)
Neil Primrose, född den 20 februari 1972 i Cumbernauld, är trumslagare i det skotska rockbandet Travis.
Till skillnad från de andra tre medlemmarna av bandet gick inte Neil på Glasgow School of Art. Primrose studerade data på "the College of Commerce" i Glasgow. Han arbetade som bartender på "the Horseshoe Bar" i stan, där han träffade Fran Healy, Dougie Payne och Andy Dunlop. Sedan de hade träffats i Horseshoe Bar var han bandets självklara val. De formade bandet Glass Onion, dock utan Dougie men med ett par bröder istället, och sedermera Travis, som de heter idag.
Innan inspelning av Travis' fjärde Aftermath album, 12 Memories, drabbades Primrose av en livshotande ryggradsskada när han badade under en semester i Frankrike. Detta ledde till många inställda spelningar - bandet skulle till exempel vara "headline" på V Festival det året. Primrose återhämtade sig helt och var tillbaka på scenen och uppträdde med bandet inom några månader - iinkluderat Isle of Wight Festival och Live 8 år 2005.